# Paul Christian Lauterbur
Paul Christian Lauterbur, ameriški kemik, * 6. maj 1929, Sidney, Ohio, ZDA, † 2007.

## Življenje
Lauterbur je leta 1951 diplomiral iz kemije na Case Institute of Technology v Clevelandu. Iz istega področja je enajst let pozneje na Univerzi v Pittsburghu tudi doktoriral. Velja za pionirja slikanja z jedrsko magnetno resonanco, ki je danes uveljavljena neinvazivna tehnika v medicinski diagnostiki. Leta 1972 je opisal načela postopka za slikanje z magnetno resonanco, leto pozneje pa objavil prvo sliko, pridobljeno po opisanih načelih. Med letoma 1963 in 1984 je bil sodelavec in profesor kemije in radiologije na Univerzi države New York v Stony Brooku, od leta 1985 dalje pa je na UIUC profesor medicinske informatike, kemije, bioinženirstva, molekularne in integrativne fiziologije, biofizike in nevroznanosti. Za svoje delo je prejel številne nagrade, med njimi Nobelovo nagrado za fiziologijo in medicino leta 2003.